# Albin Gashi
Albin Gashi (* 25. Jänner 1997) ist ein österreichischer Fußballspieler.

## Karriere
Gashi begann seine Karriere beim FK Blau-Weiß Hollabrunn. Zwischen 2004 und 2005 spielte er beim ATSV Hollabrunn. 2007 wechselte er in die Jugend des SK Rapid Wien. Nachdem er im Sommer 2008 zu Blau-Weiß Hollabrunn zurückgekehrt war, wechselte er im Winter 2009/10 erneut zu Rapid.
Nachdem er zunächst in der Akademie gespielt hatte, debütierte er im März 2014 für die Amateurmannschaft in der Regionalliga, als er am 16. Spieltag der Saison 2013/14 gegen den SC Wiener Viktoria in der 76. Minute für Ferdinand Weinwurm eingewechselt wurde.
Nach über 70 Spielen für die Amateure wurde er zur Saison 2017/18 als Kooperationsspieler an den Zweitligisten Floridsdorfer AC verliehen. Sein Debüt in der zweiten Liga gab er im Juli 2017, als er am ersten Spieltag jener Saison gegen den SC Austria Lustenau in der Startelf stand.
Im August 2018 wurde er in die Niederlande an den Zweitligisten FC Den Bosch verliehen. Nach drei Einsätzen für die Niederländer in der Eerste Divisie wechselte er im Jänner 2019 erneut leihweise zurück nach Österreich zum Zweitligisten SV Horn.
Zur Saison 2019/20 kehrte er zunächst zu Rapid zurück, ehe er im Juli 2019 zum Floridsdorfer AC wechselte, für den er bereits in der Saison 2017/18 leihweise aktiv war. In der Saison 2019/20 kam er zu 22 Zweitligaeinsätzen für die Wiener. Zur Saison 2020/21 wechselte Gashi nach Albanien zum Erstligisten FK Kukësi, bei dem er einen bis Juni 2022 laufenden Vertrag erhielt. In eineinhalb Jahren bei Kukësi kam er zu 30 Einsätzen in der Kategoria Superiore. Im Jänner 2022 verließ er den Verein, woraufhin er Ende desselben Monats nach Horn zurückkehrte, wo er einen bis Juni 2023 laufenden Vertrag erhielt. Für Horn kam er zu 40 Einsätzen.
Nach der Saison 2022/23 verließ er Horn und wechselte zum Ligakonkurrenten FC Admira Wacker Mödling, bei dem er ein bis Juni 2025 laufendes Arbeitspapier unterschrieb. Für die Admira kam er zu 54 Zweitligaeinsätzen, in denen er siebenmal traf. Nach der Saison 2024/25 verließ er den Verein.
Zur Saison 2025/26 wechselte er anschließend weiter innerhalb der Liga zum FC Hertha Wels.